# Bloukrans (most)
Bloukrans Bridge je obloukový most nad řekou Bloukrans River v Jihoafrické republice. Most se nachází nedaleko městečka Nature's Valley a prochází jím hranice mezi provinciemi Západní Kapsko a Východní Kapsko. Most je dlouhý 451 metrů, střední oblouk měří 272 metrů. Mostovka se nachází 216 metrů nad hladinou řeky. Po mostě vede silnice N2 z Kapského Města do Durbanu a byl otevřen v červenci 1983. Společnost Face Adrenalin provozuje na mostě od roku 1997 nejvyšší komerční bungee jumping na světě.